# 荒木久文
荒木 久文（あらき ひさふみ、1952年 - ）は、日本の映画評論家・ラジオパーソナリティ兼番組プロデューサー。

## 来歴・人物
昭和27年（1952年）長野県上田市真田町出身。長野県上田高等学校を経て、早稲田大学卒業後、ラジオ関東（現 RFラジオ日本）入社。在職中は編成・制作局を中心に営業局・コンテンツ部などで勤務。元ラジオ日本編成制作局次長。プロデューサー・ディレクターとしては、アイドル、J-POP、演歌などの音楽番組を制作。2012年、同社退職後、ラジオ各局で、映画をテーマとした番組に出演。評論家・映画コメンテイターとして映画紹介・映画評などを担当。
現在は報知映画賞選考委員、日本映画ペンクラブ会員。
CDレーベル「Radi-on（ラディ-オン）」(日本クラウン)を設立し5組以上のアーティストのデビューを手掛ける。

## 手がけた主な番組・イベント
- 「電撃ワイドウルトラ放送局」
- 「ユーミンのサーフ&スノウ」
- 「SHONAN  EXCLUSIVE  AIR」
- 「スーパー・ビーチ　MIURA」
- 「ミュージック・パワーステーション」
- 「ラジカントロプスAD2000」
- 「麻布台  フェッテッシュ・ミュージック倶楽部」など

## 出演番組
- 「アラキンの映画の逆襲」シリーズ(FM富士)
- 「シネマ・ストリート」(ミュージックバードほか)
- 「ムービー・キャッチャー」(FM富士)
- 「ウエッジ  オブ  ライフ」(インターFM)
- 「モーニング・クリップ」(ラジオ日本)
- 「文化放送 wedge studio」（文化放送 JOQR）
- 「由真と愛のWEDGE OF LOVE」（文化放送 JOQR）
- スポーツ報知（報知新聞社）
- 日刊ゲンダイWEB
- 弁護士向け冊子「AS PARTNERS」